# Esilio

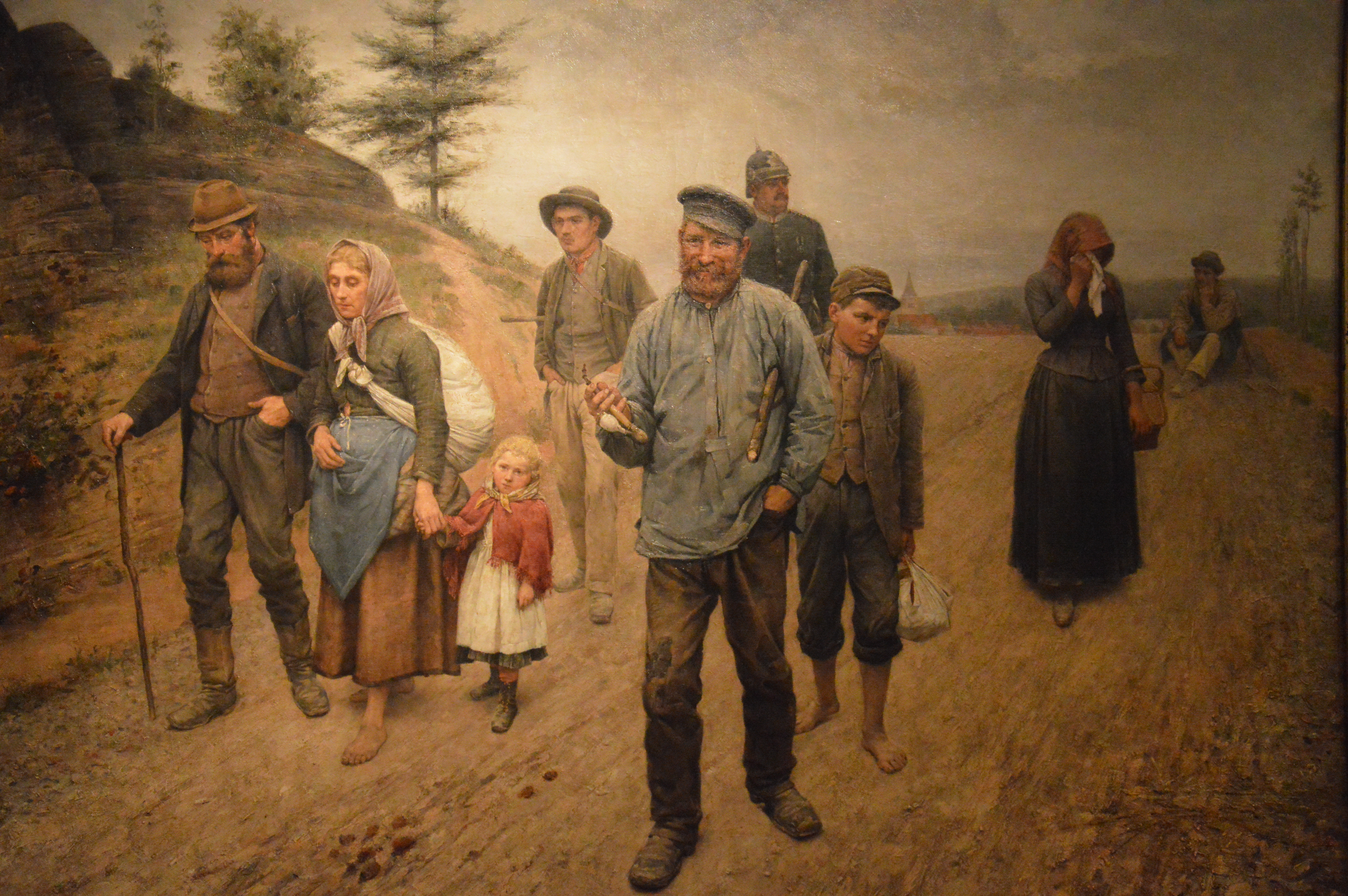
Gli esuli, opera di Josef Rolletschek (1899)

L'esilio è la lontananza, forzata o volontaria, dalla propria abitazione (vale a dire città, stato o nazione) a causa dell'esplicito rifiuto del permesso di farvi ritorno, se forzata, o per decisione propria, se volontaria. Si usa comunemente distinguere tra "esilio interno" (o "confino"), ovvero il reinsediamento forzato all'interno della propria nazione di residenza, e l'"esilio esterno", ovvero l'espulsione dal territorio della Patria con divieto di reingresso.

## Definizione

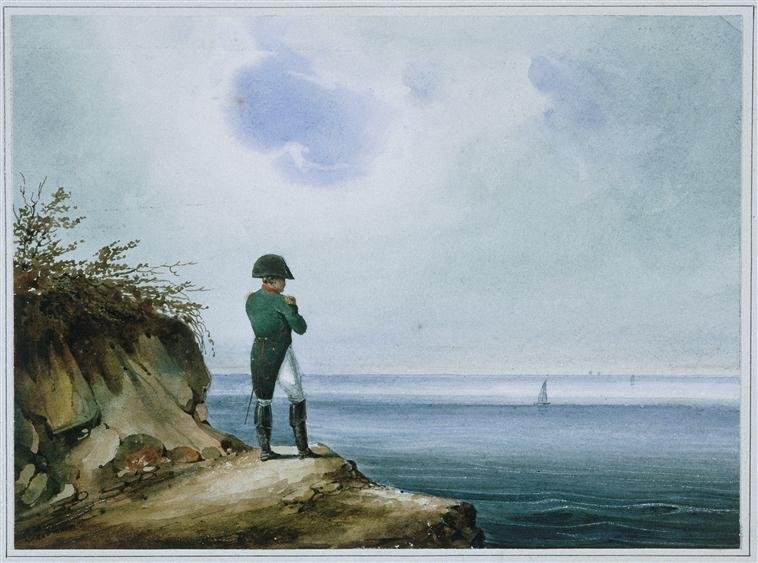
Napoleone Bonaparte in esilio sull'isola di Sant'Elena - opera del pittore Franz Josef Sandmann.

Il lemma exsilium (o exilium) indica l'allontanamento di un cittadino dalla propria città con relativa rinuncia alla comunione giuridica già goduta di fronte ai concittadini (da latino EX= fuori e SOLUM= suolo).
Nelle fonti romane si parla dell'esilio come di un'usanza rispetto alla quale il comportamento dell'esule può ritenersi l'esercizio di un diritto, o come un mezzo da usarsi per sfuggire ad una pena, o come una pena inserita, in un certo momento, nel sistema punitivo romano.
Cerchiamo di chiarire, però, cosa fosse l'esilio per l'ordinamento romano prima di divenire una pena legislativa, e se l'andare in esilio fosse o meno un diritto.
Nel diritto greco (attico) risulta che all'origine dell'esilio ci sia sempre un delitto particolarmente grave, come ad esempio il parricidio, e solo successivamente esso si estese come pena per colpe politiche.
Con la legislazione di Dracone l'esercizio dell'esilio è l'esercizio di un diritto: si faceva divieto ai privati di uccidere l'omicida che avesse esercitato il diritto di sottrarsi, mediante l'esilio, alla pena di morte. Ad Atene l'accusato veniva lasciato in libertà fino al momento del processo ed egli poteva sfuggire alla condanna esiliandosi. L'esercizio di tale facoltà era consentito fino dopo la prima orazione dell'accusatore e l'esposizione da parte dell'accusato delle proprie ragioni difensive.
Una simile usanza è attestata per Roma da Polibio, per i delitti capitali.“ Vige presso i romani un'usanza degna di lode e di menzione: dopo che è stata pronunciata una sentenza capitale, si concede al reo la facoltà di allontanarsi in volontario esilio. I condannati possono riparare a Napoli, Preneste, a Tivoli e in qualunque altra città federata.”
L'esilio volontario portava a sottrarre un cittadino dalla pena capitale: il cittadino emigrato aveva una remissione completa di tale pena, ma veniva per sempre privato della facoltà di tornare in patria.
La natura dell'esilio è chiarita dalla sua funzione, la quale si fonda sull'idea di liberazione da una minaccia. Questa idea era diffusa sia nel mondo romano sia in quello greco.
L'exsilium nasce nell'ambito gentilizio: si andava in esilio in luoghi dove si sapeva di poter essere accolti in virtù di questi legami; era insomma un aspetto della solidarietà gentilizia. Con il sorgere dello stato patrizio-plebeo si pone il problema del mantenimento dell'istituto dell'exsilium in una struttura sociale e in un contesto politico diversi da quelli originari. Tale diritto fu, dunque, esteso a tutti i cittadini e non fu più mero appannaggio della gens.
Le formule sanzionatorie dell'exsilium appaiono caratterizzate in senso patrizio o plebeo, a seconda che si tratti del provvedimento di “aqua et ignis interdictio” : stabilita in luogo della pena di morte, ogni cittadino ebbe per essa divieto di fornire al condannato alimenti e alloggio. Poiché l'interdictio spinge l'interessato ad andare in esilio, è plausibile che già in età repubblicana si cominciasse a considerarlo non più come fuga di fronte alla minaccia di morte, bensì come una pena in sé e per sé. E già in età repubblicana potrebbe essersi costituita la dottrina che vede la perdita della cittadinanza romana come conseguenza diretta dell'interdictio. In ogni caso, Cicerone attribuisce la perdita di cittadinanza ad una precisa volontà da parte del cittadino.
Il diritto a mantenere o a rinunziare alla cittadinanza è inserito nel quadro dei diritti riconosciuti al civis romanus. Egli è dominus rispetto a tale ius, ed è proprio in questo che risiede la libertas di Roma, caratteristica che la differenzia dagli altri popoli. Il diritto a mantenere la cittadinanza, peraltro, è centrale nella Pro Balbo, orazione pronunciata da Cicerone nel 56 a. C. in difesa di un cittadino di Gades, (odierna Cadice) accusato di aver usurpato la cittadinanza romana. Cicerone ribadisce che l'attribuzione di tale diritto è un fatto privato, individuale, che non deve necessariamente coinvolgere tutta la comunità di origine, ma che invece riguarda la volontà del singolo.
Sotto Augusto da quella pena venne poi a distinguersi la deportatio ovvero relegatio, fatta sovente in un'isola, che, togliendo all'esule romano la protezione dello ius civile (media capitis deminutio), assegnava al condannato un determinato soggiorno dentro la giurisdizione dei dominî di Roma. Anche la deportatio fu spesso detta exsilium e, ristabilita la pena di morte, fu considerata come la maggior pena dopo di questa, specialmente se perpetua; poteva anche essere inflitta a tempo.

## Esilio personale

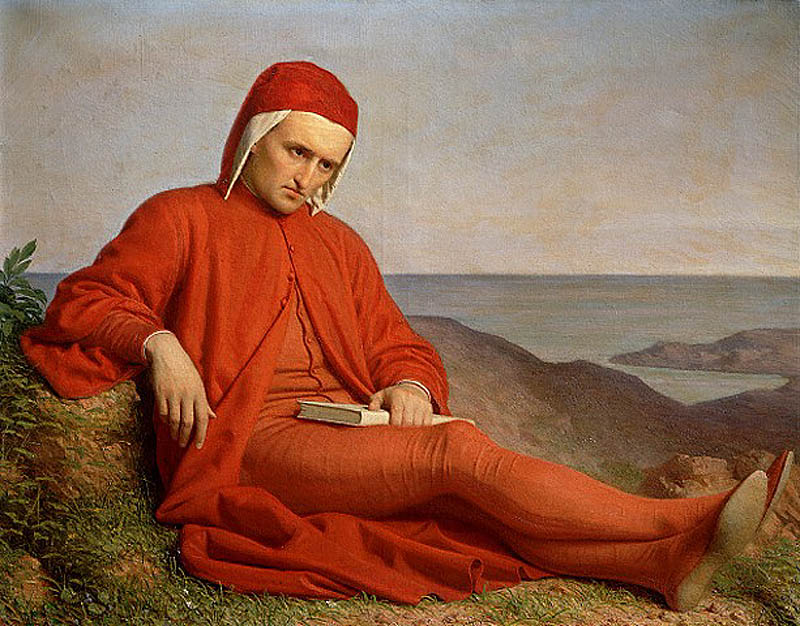
Dante in esilio, opera di Domenico Petarlini (1865)

L'esilio è stato usato storicamente come una forma di punizione, in particolare per gli oppositori politici delle persone al potere. L'uso dell'esilio per scopi politici può talvolta rivelarsi utile per il governo in quanto impedisce agli esiliati di organizzarsi in patria o di diventare dei martiri.
L'esilio rappresenta una punizione severa, in particolare per quelli, come Ovidio o Du Fu, che vennero esiliati in regioni straniere o arretrate, tagliati fuori da tutte le opportunità della vita e separati da familiari e amici. Dante descrive il dolore dell'esilio nella Divina Commedia:
più caramente; e questo è quello strale

che l'arco de lo essilio pria saetta.

Tu proverai sì come sa di sale

lo pane altrui, e come è duro calle

lo scendere e 'l salir per l'altrui scale...»
(Dante Alighieri, Paradiso XVII: 55-60)
L'esilio si è ammorbidito, per certi versi, nel XIX e XX secolo, nei casi in cui gli esiliati sono stati ben accolti in altre nazioni, nelle quali hanno creato nuove comunità, o meno frequentemente, ritornando alla loro patria a seguito della caduta del regime che li aveva esiliati.

## Governo in esilio
Durante un'occupazione straniera o un colpo di Stato, i membri del governo deposto possono trovare rifugio all'estero e formare un "governo in esilio".

## Nazione in esilio

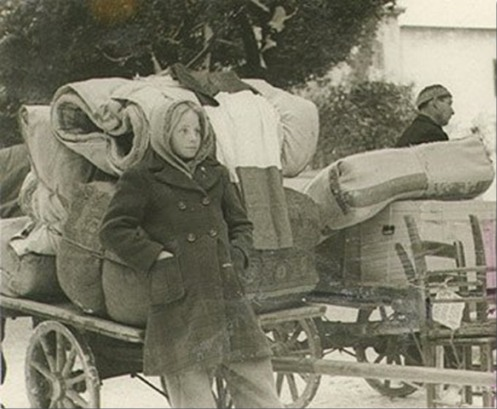
Una giovane esule italiana in fuga trasporta, insieme ai propri effetti personali, una bandiera tricolore (1945)

- Quando grandi gruppi di persone, od occasionalmente un intero popolo o nazione viene esiliato, si può parlare di "nazione in esilio", o diaspora. Tra i popoli che sono stati in esilio per considerevoli periodi di tempo troviamo gli ebrei, che vennero deportati da Nabucodonosor II di Babilonia nel 597 a.C. (cfr. esilio babilonese) e nuovamente negli anni successivi alla distruzione del secondo tempio di Gerusalemme nel 70 d.C.
- L'intera popolazione dei Tatari di Crimea (200.000) che rimase nella sua patria, venne esiliata il 18 maggio 1944 verso l'Asia centrale, come forma di pulizia etnica e punizione collettiva dovuta a false accuse.
- A Diego Garcia, tra il 1967 e il 1973 il governo britannico rimosse con la forza circa 2.000 isolani della tribù Ilois, per fare posto a una base militare attualmente operante sotto la direzione congiunta di USA e Regno Unito.
- I circa 600.000 serbi espulsi dalle loro terre e case in Croazia, dopo la Guerra civile jugoslava.
- Esilio forzato nel 1945 della maggioranza dei cittadini di nazionalità e di lingua italiana dalla Venezia Giulia, dal Quarnaro e dalla Dalmazia, nonché di un consistente numero di cittadini italiani (o che lo erano stati fino poco prima) di nazionalità mista, slovena e croata (Esodo giuliano dalmata).

## Esilio fiscale
Un cittadino benestante che lascia la sua residenza per un luogo dotato di giurisdizione fiscale più favorevole, allo scopo di ridurre il proprio carico fiscale, viene detto "esiliato fiscale".